# 巴肯灣
60°47′S 44°42′W / 60.783°S 44.700°W
巴肯灣是南極洲的海灣，位於南奧克尼群島的勞里島西南端，處於哈特里角和默多克角之間，由蘇格蘭的探險隊發現，以該國的氣象學家命名。